# Sano di Pietro

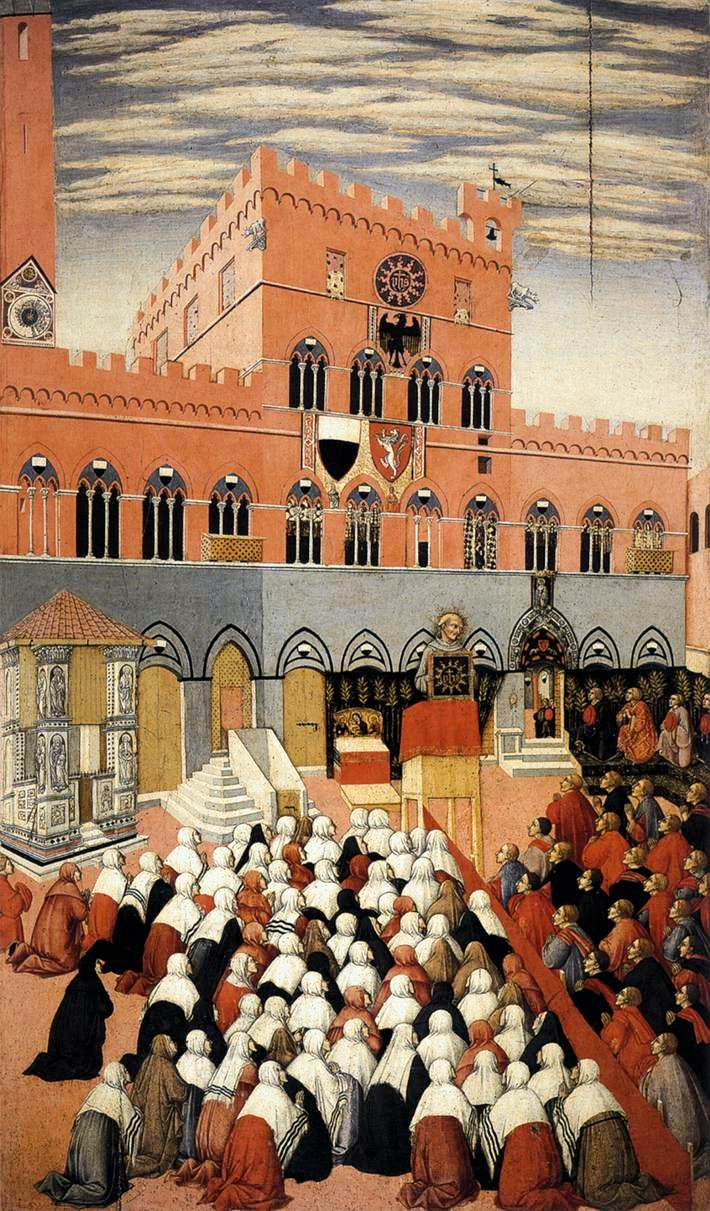
Sano di Pietro, San Bernardino preekt op het Plein van Siena, (1445), tempera op paneel, 162 cm x 102 cm, Museo dell'Opera del Duomo in Siena

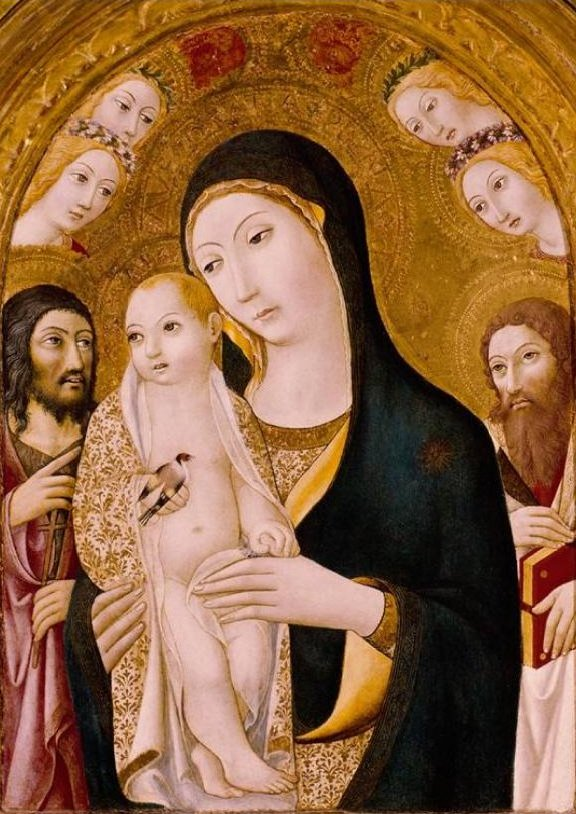
Sano di Pietro, Madonna met Kind en Engelen, El Paso Museum

Ansano di Pietro di Mencio, bekend onder de naam Sano di Pietro (Siena, 2 december 1405 - aldaar, eind oktober 1481), was een Italiaanse renaissanceschilder en miniaturist uit de vroegrenaissance, die werkte in de stijl van het Quattrocento, zoals die werd beoefend in Siena.

## Leven en werk
Sano di Pietro was vermoedelijk van 1428-1481 als kunstenaar werkzaam. Het vroegste werk dat met zekerheid van zijn hand afkomstig is dateert uit 1440. Hij was een leerling van Il Sassetta. Hij wordt soms beschouwd als dezelfde persoon als de Meester van het Osservanza Altaar, maar deze identificatie is omstreden. Hij heeft fresco's en altaarstukken geschilderd en daarnaast miniaturen gemaakt ter verluchting van boekwerken. De miniaturen in het Getijdenboek van San Chiara en het Breviarium Fratrum Minorum cum psalterio et kalendario (1401/1500) zijn van zijn hand. Hij heeft samengewerkt met Lorenzo di Pietro Vecchietta en Benvenuto da Siena.
Hij ligt begraven in de Sint-Dominicusbasiliek in Siena.

## Openbare collecties (selectie)
- Museo dell'Opera del Duomo in Siena
- Palazzo Pubblico in Siena
- Biblioteca Comunale in Siena
- Pinacoteca Nazionale in Siena
- Kathedraal van Pienza
- San Quirico d'Orcia
- Vaticaanse Musea
- Detroit Institute of Arts in Detroit
- Metropolitan Museum of Art in New York
- Museum of Fine Arts in Boston
- University of Michigan Art Museum in Ann Arbor (Michigan)
- Het Louvre in Parijs
- National Gallery of Art in Washington D.C.
- Lowe Art Museum in Coral Gables (Florida)
- Wallraf-Richartz-Museum in Keulen
- Staatliche Kunstsammlungen Dresden
- Lindenau-Museum, Altenburg (Thüringen)
- Dom San Secondiano in Chiusi
- Instituut voor Kunstgeschiedenis in Groningen
- Musée du Petit Palais in Avignon
- Bonnefantenmuseum in Maastricht
- Basilica di Santa Maria degli Angeli (Assisi)
- Art Gallery of New South Wales
- Museum Catharijneconvent in Utrecht

## Galerij

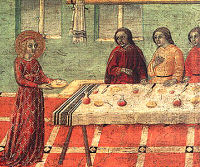
San Petronilla door Sano di Pietro
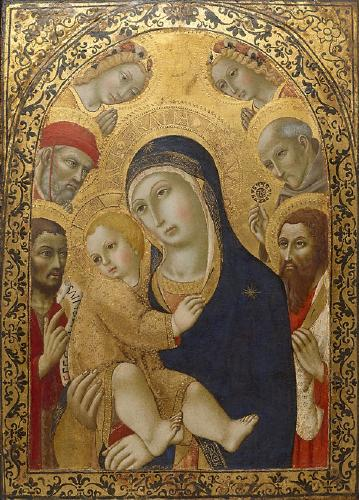
Madonna met Kind en de heiligen Hiëronymus, Johannes de Doper, Bernardino en Bartholomeus, door Sano di Pietro, Art Gallery of New South Wales
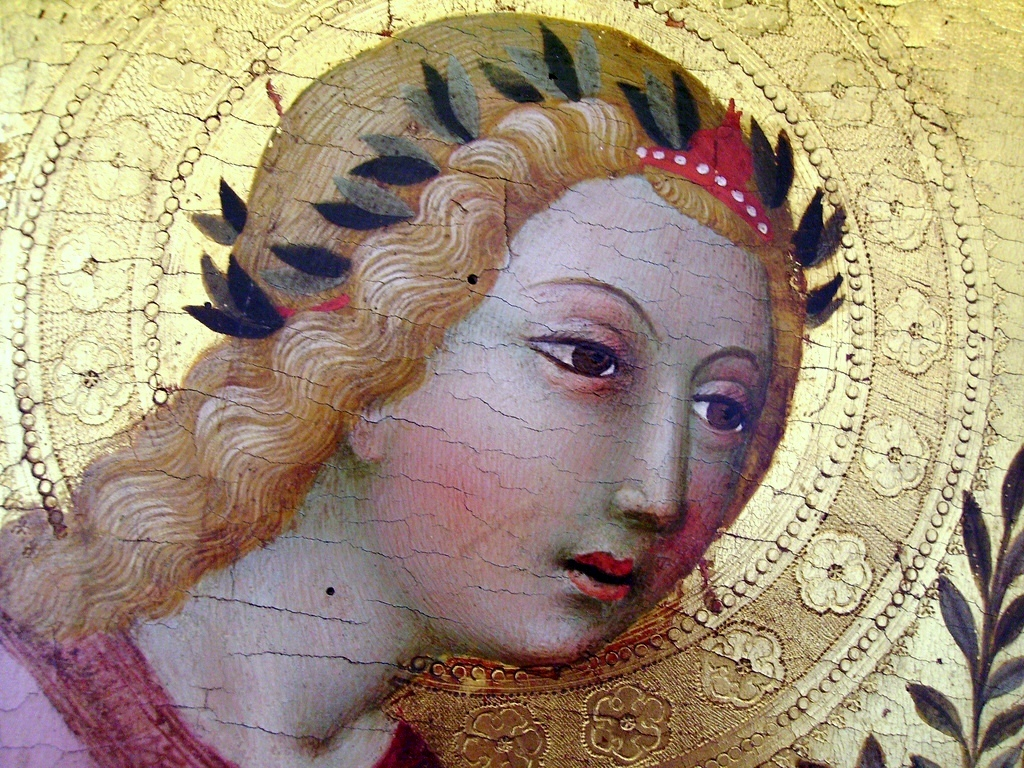
Sano di Pietro, Engel (detail), Avignon
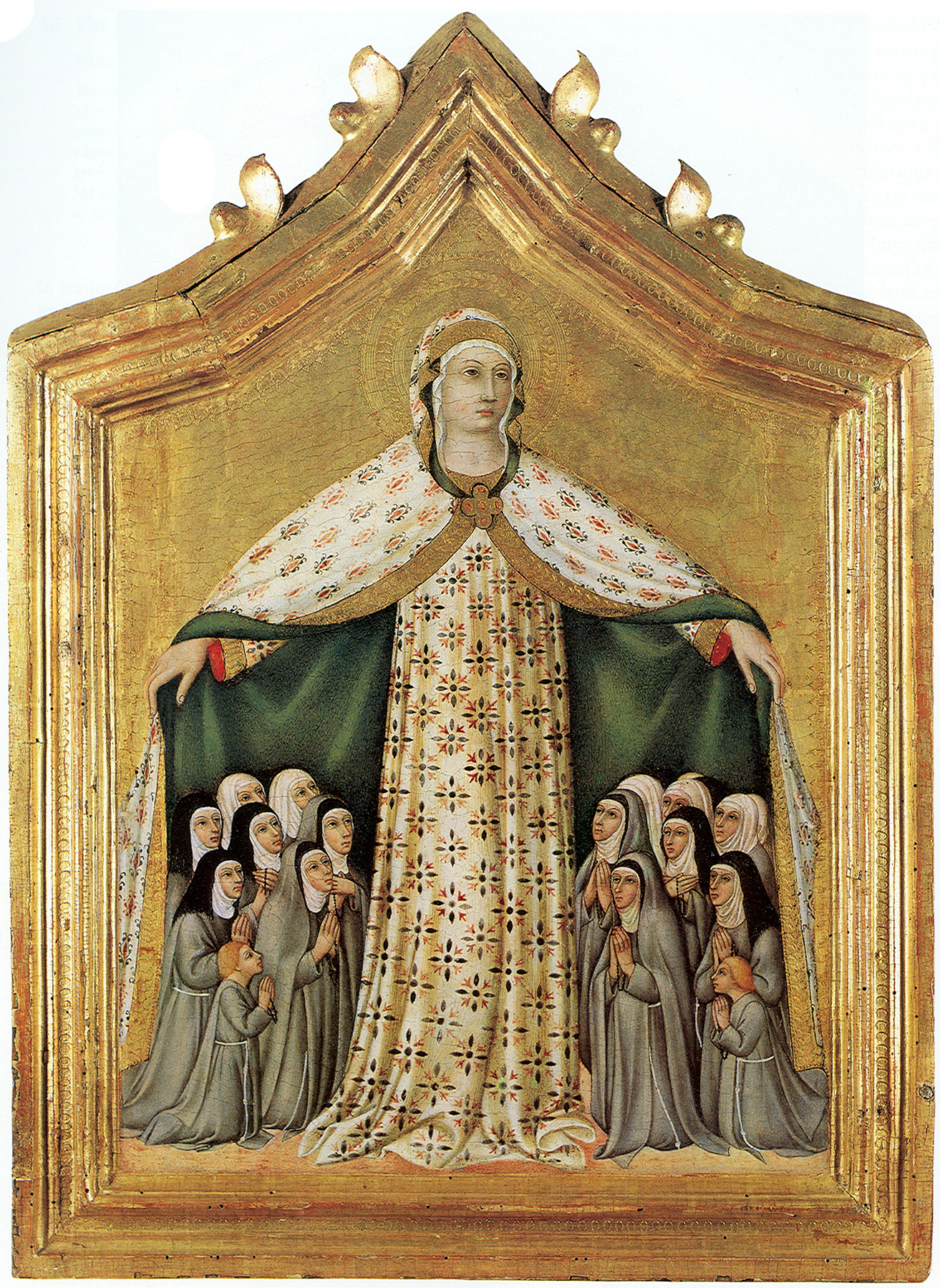
Gezegende Maagd (1440; privécollectie)

- Biblioteca Nacional de España: XX5130062
- Gemeinsame Normdatei: 130594539
- International Standard Name Identifier: 0000 0001 1572 9337
- KulturNav: c4806fbf-3456-46af-81aa-46f62f7a30f0
- Library of Congress Control Number: nr91029004
- MusicBrainz: 7920fdcb-bf64-49e9-b5ff-322ea7aee848
- Nationale Bibliotheek van Israël: 987007454651905171
- RKD-Nederlands Instituut voor Kunstgeschiedenis: 69647
- Système universitaire de documentation: 160277132
- Union List of Artist Names: 500115558
- Virtual International Authority File: 65118647
- WorldCat: E39PBJm4QxgkwrF6YRBJFTmTpP